# Renata Turauskienė
Renata Turauskienė (geboren als Renata Domkutė; * 23. Februar 1969 in Šiauliai) ist eine litauische Schachspielerin und Schachtrainerin.

## Leben
Renata Domkutė-Turauskienė besuchte das Juventas-Gymnasium in Šiauliai. Als Schachtrainerin trainierte sie zum Beispiel die Internationale Meisterin (IM) Deimantė Cornette (* 1989) sowie die Schwestern Gabrielė Šaulytė (* 1990) und Evelina Šaulytė (* 1991), die litauische Jugendmeisterinnen wurden.

## Erfolge
Bei litauischen Einzelmeisterschaften der Frauen erreichte Turauskienė mehrere Podestplätze: 1988 siegte sie in Šiauliai, Zweite wurde sie 2002 in Vilnius hinter Živilė Šarakauskienė und 2003 in Panevėžys hinter Dagnė Čiukšytė.
Für die litauische Frauennationalmannschaft spielte sie bei den Schacholympiaden 1992 (am zweiten Brett hinter Camilla Baginskaite) und 2002 (am Spitzenbrett) und der Mannschaftseuropameisterschaft 2003 (am zweiten Brett hinter Camilla Baginskaite), bei der Litauen von 30 an der Europameisterschaft teilnehmenden Mannschaften den fünften Platz belegte.
Seit 2003 trägt Renata Turauskienė den Titel Internationaler Meister der Frauen (WIM). Ihre Elo-Zahl beträgt 2209 (Stand: Juli 2022). Damit wäre sie hinter Olena Martynkowa und Salomėja Zaksaitė Dritte der litauischen Elo-Rangliste der Frauen, sie wird jedoch als inaktiv gewertet, da sie seit dem Halbfinale der litauischen Einzelmeisterschaft der offenen Klasse im Februar 2005 keine Elo-gewertete Partie mehr gespielt hat. Ihre höchste Elo-Zahl war 2280 von Januar bis Dezember 1992.